# C'est ma vie
«C'est ma vie» (фр. «Це моє життя») — пісня-балада, з якою литовська співачка Евеліна Сашенко представляла Литву на пісенному конкурсі Євробачення 2011 . Композиція отримала 63 бали, і посіла 19 місце . Більшість тексту англійською мовою, але присутній декілька рядків французькою.